# マーティン・ボイル
マーティン・ボイル（Martin Boyle, 1993年4月25日 - ）は、スコットランド・アバディーン出身のサッカー選手。ハイバーニアンFC所属。オーストラリア代表。ポジションはフォワード。

## 経歴
2012年8月、スコティッシュ・プレミアリーグのダンディーFCに移籍した。
2013年1月、アロア・アスレティックFCへの期限付き移籍が決まるも、1シーズンに3クラブに在籍することがリーグで許されていないため破談に終わった。代わりに前所属クラブであるモントローズFCに期限付き移籍した 。翌2013-14シーズンはダンディーの監督であるジョシュ・ブラウンの要請でダンディーに残留した。同シーズンにダンディーはスコティッシュ・プレミアリーグへの昇格が決定した。
2015年1月、ハイバーニアンFCへ期限付き移籍した。同年6月にはハイバーニアンと2年契約を結び完全移籍した。
2022年1月21日、アル・ファイサリー・ハルマに移籍した。

### 代表歴
父がシドニー生まれであるため、オーストラリア代表で戦う資格を有する。2018年3月にオーストラリアのパスポートを取得し、9月にグラハム・アーノルドが率いるA代表に召集された。一方でスコットランド代表監督のアレックス・マクリーシュも召集の意を示していたが、ボイルの怪我のため断念した。
2022年11月8日、2022 FIFAワールドカップのメンバーに選出されたものの、同月中に負った膝の負傷が回復せず、出場を断念。マルコ・ティリオが代替招集された。

## 私生活
ノースフィールド・アカデミーの学友だったスコットランド女子代表のレイチェル・スモールと2012年より交際しており、2018年に娘を出産したことを機に翌年結婚した。